# Маломуж Тетяна Антонівна
Маломýж Тетяна Антонівна — українська бандуристка, заслужена артистка України (2004), народна артистка України (2010), член Спілки Кобзарів України. З 2004 р. солістка та керівниця Тріо бандуристок Українського радіо. Нагороджена орденом княгині Ольги III ступеня у 2008 році.

## Біографія
Народилась 27 травня 1958 року в м. Звенигородка Черкаської області УРСР.
Освіта — Київська консерваторія імені П. І. Чайковського 1982 рік, викладачі — Сергій Баштан, Алла Шептицька.
З 1986 р. розпочала роботу артисткою-бандуристкою оркестру народних інструментів Держтелерадіо України.
Чоловік — Маломуж Микола Григорович, генерал армії, голова служби зовнішньої розвідки України 2005—2010 р., громадсько-політичний діяч, Голова Вищої ради Народних зборів України.

## Тріо бандуристок Українського радіо
На сьогодні в складі Тріо бандуристок Українського радіо виступають Тетяна Маломуж, заслужена артистка України Ольга Нищота (до шлюбу Черній) та лауреатка міжнародних конкурсів Катерина Коврик. Тріо здійснює записи до музичного фонду Українського радіо. Гастролювали в США, Франції, Польщі, Угорщині, Литві, Хорватії, в країнах СНД.
Випустили три CD:
- «Співає тріо бандуристок»,
- «Мелодії рідного краю»,
- «Де вітер землю голубить».

У березні 2004 р. тріо здобуло звання лауреатів II-го міжнародного конкурсу виконавців на народних інструментах імені Віри Городовської в Москві (Росія). Тріо співпрацює з такими сучасними композиторами: Віктор Степурко, Іван Тараненко, Ганна Гаврилець, Юрій Алжнєв і інші. За участі тріо бандуристок Українського радіо вийшов документальний фільм «Душі заповідний куток» — режисерка Галина Устенко-Гайдай.